# Trinity College, Cambridge

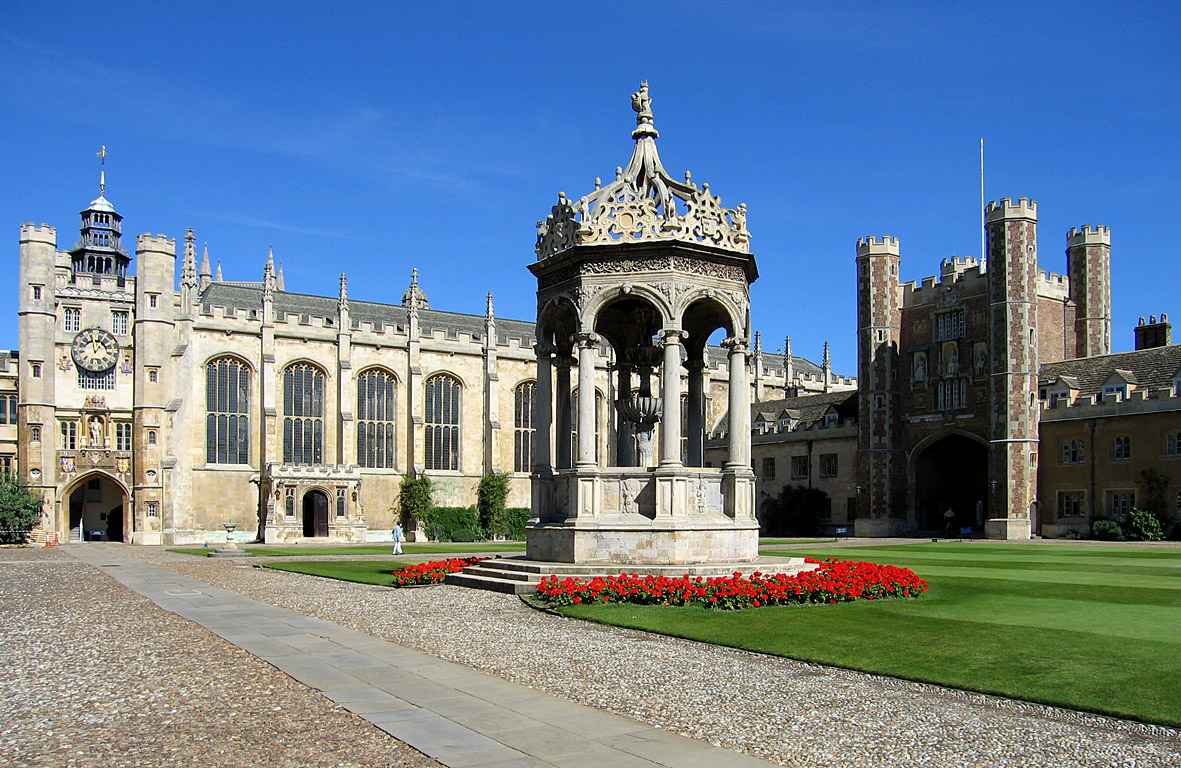
Trinity Colleges innergård.

Heraldiskt vapen för Trinity College

Trinity College är ett college som ingår i universitetet i Cambridge. Det grundades 1546 av kung Henrik VIII och är ett av de största collegen i Cambridge, med den största ekonomiska donationen av alla college i Oxford eller Cambridge. Trinity har några av de mest distinkta arkitekturerna i Cambridge med sin Great Court som sägs vara den största slutna gården i Europa. Akademiskt presterar Trinity exceptionellt mätt med Tompkins Table (den årliga inofficiella ligatabellen för Cambridge colleges), och kom i topp från 2011 till 2017, och återtog positionen 2024.
Medlemmar i Trinity har tilldelats 34 Nobelpris av de 121 som mottagits av medlemmar vid universitetet i Cambridge (mer än något annat Oxford eller Cambridgecollege). Medlemmar av college har fått fyra Fieldsmedaljer, ett Turingpris och ett Abelpris. Bland Trinitys alumner finns Francis Bacon, sex brittiska premiärministrar (det högsta antalet av alla Cambridges college), fysikerna Isaac Newton, James Clerk Maxwell, Ernest Rutherford och Niels Bohr, matematikerna Srinivasa Ramanujan och Charles Babbage, poeterna Lord Byron och Lord Tennyson, den engelske juristen Edward Coke, författarna Vladimir Nabokov och A. A. Milne, historikerna Lord Macaulay och G. M. Trevelyan, och filosoferna Ludwig Wittgenstein och Bertrand Russell (som skolan relegerade innan de återantogs). Två medlemmar av den brittiska kungafamiljen har studerat vid Trinity och tilldelats examina: prins William av Gloucester och Edinburgh, som tog en MA 1790, och kung Charles III, som tilldelades en lägre andra klass BA 1970.
Trinitys många collegesällskap inkluderar Trinity Mathematical Society, det äldsta matematiska universitetssällskapet i Storbritannien, och roddklubben First and Third Trinity Boat Club. Tillsammans med Christ's, Jesus, King's och St John's colleges har det försett världen med flera välkända medlemmar av Cambridge Apostles, ett intellektuellt hemligt sällskap. År 1848 var Trinity värd för ett möte där Cambridgestudenter som representerade avgiftsbelagda privatskolor kodifierade de tidiga reglerna för fotboll, kända som Cambridge-reglerna. Trinitys systercollege är Christ Church, Oxford. Trinity har varit knuten till Westminster School sedan skolans återgrundande 1560, och dess mästare är ex officio rektor för skolan.

## Historia

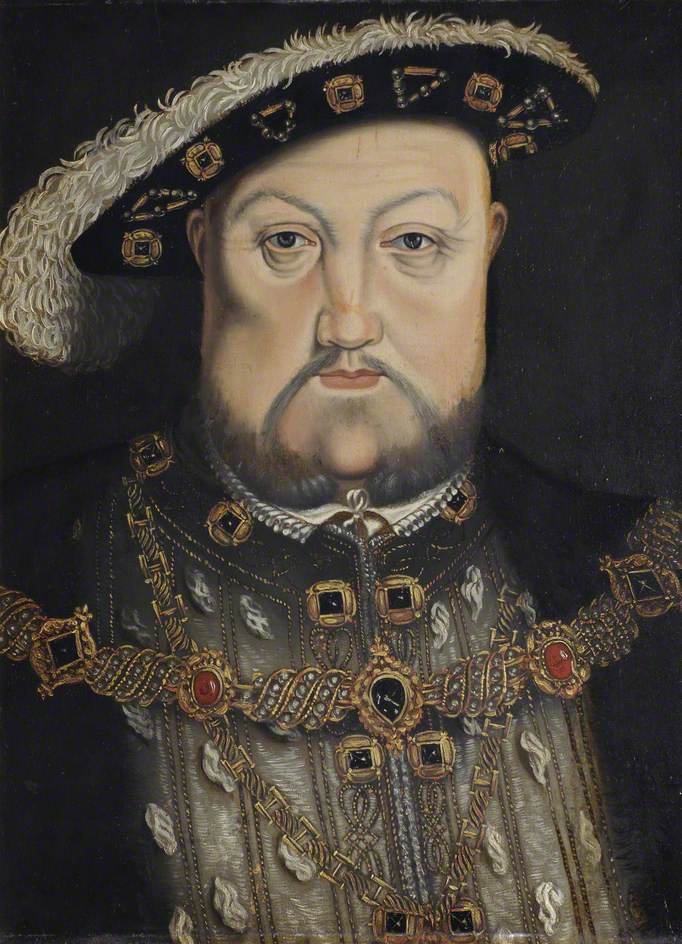
Kung Henrik VIII som grundade Trinity College 1546.

### Grundandet
Colleget grundades av Henrik VIII 1546 med namnet College of the Holy and Undivided Trinity within the Town and University of Cambridge of King Henry the Eighth's Foundation, från en sammanslagning av två befintliga colleges: Michaelhouse (grundat av Hervey de Stanton 1324) och King's Hall (grundat av Edvard II 1317 och återgrundat av Edvard III år 1337). Vid den tiden hade Henrik lagt beslag på (katolsk) kyrklig mark från kyrkor och kloster. Universiteten i Oxford och Cambridge, som båda är religiösa institutioner och ganska rika, förväntades stå näst på tur. Kungen antog vederbörligen en parlamentsakt som tillät honom att undertrycka (och konfiskera egendomen till) vilket college han ville. Universiteten använde sina kontakter för att vädja till hans sjätte fru Catherine Parr. Drottningen övertalade sin make att inte lägga ner dem, utan att skapa ett nytt college. Kungen ville inte använda kungliga medel, så han slog istället ihop två colleges (King's Hall och Michaelhouse) och sju vandrarhem för att bilda Trinity.

### Neviles utökning
De klosterlandområden som Henrik VIII beviljade var inte på egen hand tillräckliga för att säkerställa Trinitys slutliga uppgång. När det gäller arkitektur och kunglig samvaro var det inte förrän Thomas Nevile (1593–1615) blev rektor som Trinity antog både sin rymd och sin koppling till den styrande klassen som utmärkte den sedan inbördeskriget. I sin begynnelse hade Trinity en hel del att tacka sitt granncollege i St John's för: med Roger Aschams ord var Trinity en colonia deducta.
De flesta av Trinitys större byggnader är från 1500- och 1600-talen. Thomas Nevile, som blev Master of Trinity 1593, byggde om och omdesignade stora delar av skolan. Detta arbete inkluderade utvidgningen och färdigställandet av Great Court och byggandet av Nevile's Court mellan Great Court och floden Cam. Nevile's Court färdigställdes i slutet av 1600-talet med Wren Library, designat av Christopher Wren. Neviles byggnadskampanj drev skolan i skuld som den kom ur först på 1640-talet, och Richard Bentleys tid som rektor påverkade ansökningar och ekonomi negativt. Bentley själv blev ökänd för att ha byggt en enormt dyr trappa i Master's Lodge och för sina upprepade vägran att avgå trots vädjanden från medlemmarna. Dessutom, trots att det inte är ett systercollege till Trinity College Dublin, vilket är fallet med St John's College, Cambridge, tror man att den irländska institutionen har fått sitt namn från detta college, som var alma mater för dess första provost, Adam Loftus, och likaså från Trinity College, Oxford.

### Modern tid
Under 1900-talet var Trinity College, St John's College och King's College i årtionden de huvudsakliga rekryteringsplatserna för Cambridgeapostlarna, ett intellektuellt hemligt elitsällskap. År 2011 tilldelade John Templeton Foundation Trinity Colleges rektor astrofysikern Martin Rees, sitt kontroversiella Templeton-pris på en miljon pund för att ha "bekräftat livets andliga dimension". Trinity är det rikaste colleget i Oxbridge med ett markinnehav värt 800 miljoner pund. Som jämförelse kan nämnas att det näst rikaste colleget i Cambridge (St John's) har uppskattade tillgångar på cirka 780 miljoner pund, och det rikaste colleget i Oxford (Magdalen) har cirka 940 miljoner pund. År 2005 rapporterades Trinitys årliga hyresintäkter från sina fastigheter vara över 20 miljoner pund. Skolan äger:
- 3400 tunnland (14km2) bostäder i hamnen i Felixstowe, Storbritanniens mest trafikerade containerhamn.
- Cambridge Science Park.[13]
- O2-arenan i London (tidigare Millennium Dome).[14]

År 2018 avslöjade Trinity att de hade investeringar på totalt 9,1 miljoner pund i företag som är involverade i olje- och gasproduktion, prospektering och raffinering. Dessa inkluderade innehav på 1,2 miljoner pund i Royal Dutch Shell, 1,7 miljoner pund i Exxon Mobil och 1 miljon pund i Chevron. År 2019 bekräftade Trinity sin plan att dra sig ur Universities Superannuation Scheme (USS), den viktigaste brittiska universitetspensionsleverantören före 1992. Som svar undertecknade mer än 500 Cambridge-akademiker ett öppet brev där de lovade att "vägra att handleda Trinity-studenter eller att engagera sig i annat diskretionärt arbete till stöd för Trinitys undervisnings- och forskningsaktiviteter". Den 17 februari 2020 grävde demonstranter från kampanjgruppen Extinction Rebellion upp gräsmattan framför Trinity College för att protestera mot skolans investeringar i fossila bränslen och dess förhandlingar om att sälja av en gård i Suffolk som skulle omvandlas till en lastbilsparkering.
Lord Byron påstås ha haft en björn som husdjur medan han bodde på colleget. Trinity nämns också ofta som uppfinnaren av en engelsk version av crème brûlée, känd som "Trinity burnt cream".

### Trinity in Camberwell
Trinity College har en långvarig relation med församlingen St George's, Camberwell, i södra London. Studenter från skolan har hjälpt till att driva lovprogram för barn från församlingen sedan 1966. Relationen formaliserades 1979 med etableringen av Trinity i Camberwell som en registrerad välgörenhetsorganisation.

## Byggnader och innergårdar

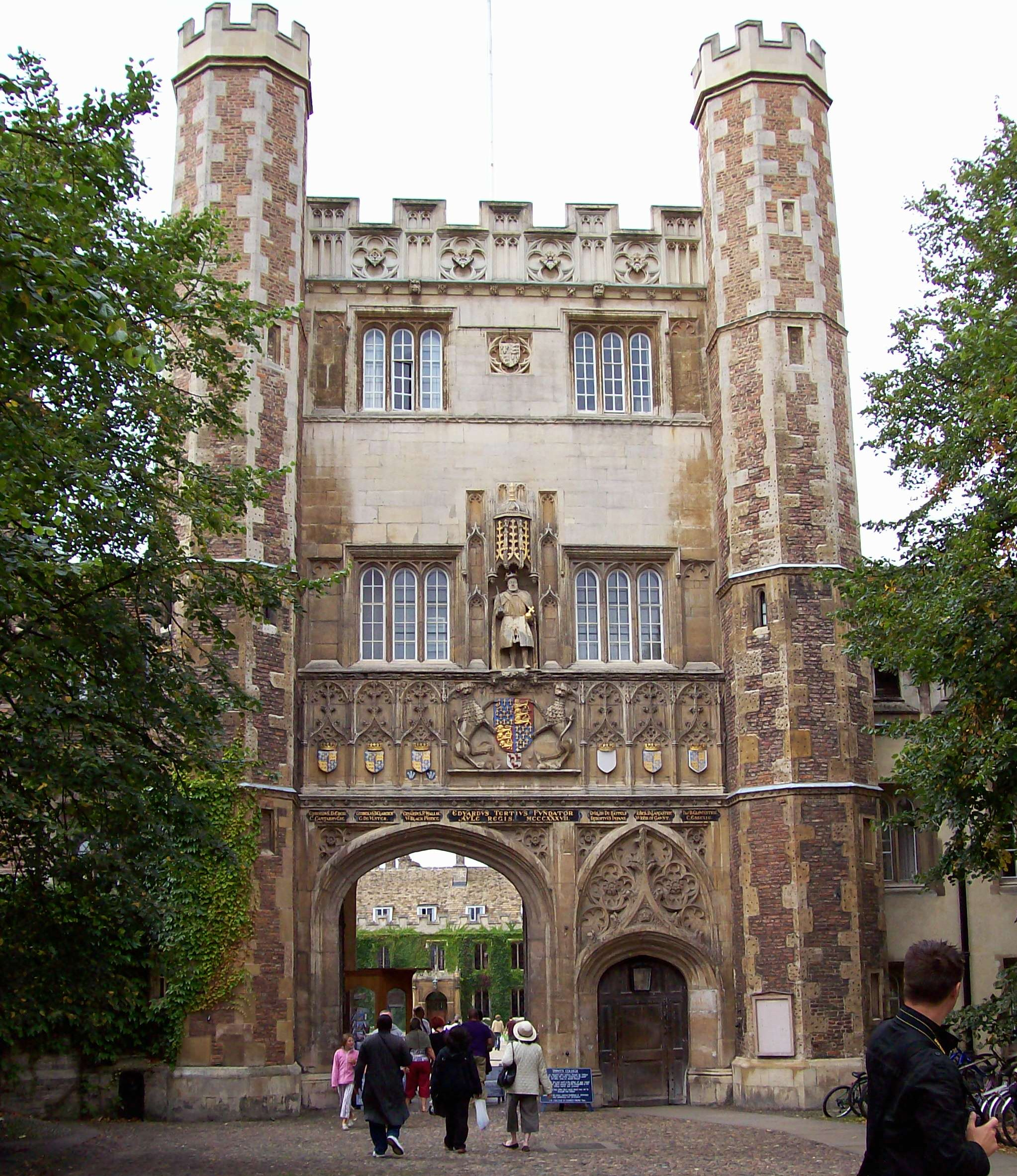
Great Gate

### Great Gate
Great Gate är huvudentrén till skolan och leder till den stora innergården Trinity Great Court. En staty av skolans grundare Henrik VIII står i en nisch ovanför portöppningen. År 1983 ersatte Lance Anisfeld, som då var vice ordförande för CURLS (Cambridge Union Raving Loony Society), stolsbenet mot en cykelpump. När den upptäcktes dagen därpå tog skolan bort pumpen och ersatte den med ett annat stolsben. Det ursprungliga stolsbenet auktionerades ut av TV-presentatören Chris Serle vid ett välgörenhetslotteri i Cambridge Union Society 1985. År 2023 ersatte skolan stolsbenet med en spira för att markera kung Charles III:s 75-årsdag, en alumn från skolan. År 1704 byggdes universitetets första astronomiska observatorium ovanpå porthuset. Under grundarens staty finns vapensköldarna för Edvard III, grundaren av King's Hall, och de av hans fem söner som överlevde till vuxen ålder, samt William av Hatfield, vars sköld är tom eftersom han dog som spädbarn, innan han fick vapen.

### Great Court
Great Court (byggd 1599–1608) var en idé av Thomas Nevile, som rev flera befintliga byggnader på denna plats, inklusive nästan hela det tidigare colleget Michaelhouse. Den enda kvarvarande byggnaden av Michaelhouse ersattes av det då nuvarande Kitchens (ritat av James Essex) 1770–1775. Master's Lodge är det officiella residenset för regenten när han är i Cambridge. King's Hostel (byggt 1377–1416) ligger norr om Great Court, bakom klocktornet. Detta är, tillsammans med King's Gate, den enda kvarvarande byggnaden från King's Hall. Bishop's Hostel (byggt 1671) är en fristående byggnad sydväst om Great Court, uppkallad efter John Hacket, biskop av Lichfield och Coventry. Ytterligare byggnader uppfördes 1878 av Arthur Blomfield.

### Nevile's Court

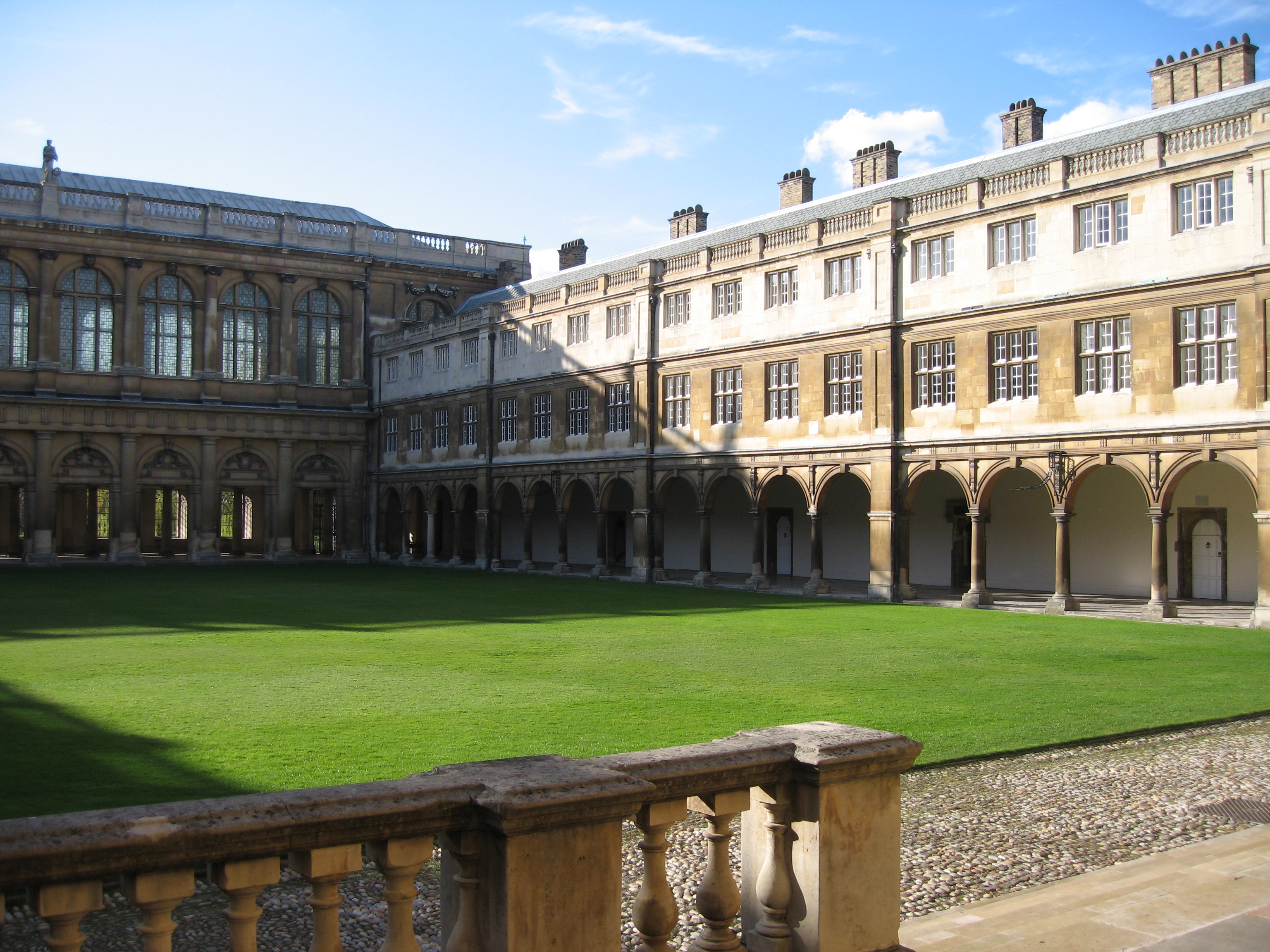
Nevile's Court

Nevile's Court (byggd 1614) ligger mellan Great Court och floden Cam. Denna gård skapades genom en testamentsgåva av skolans rektor Thomas Nevile, ursprungligen två tredjedelar av dess nuvarande längd och Wren Library borträknat. Gården byggdes ut och övervåningens utseende gjordes om något 1758 av James Essex. Korsgångar löper runt gården och ger skyddade gångvägar från baksidan av Great Hall till universitetsbiblioteket och läsesalen samt Wren Library och New Court.
Wren Library (byggt 1676–1695, Christopher Wren) ligger i den västra änden av Nevile's Court. Wren är ett av Cambridges mest kända och välutrustade bibliotek. Bland dess anmärkningsvärda ägodelar finns två av Shakespeares First Folios, ett manuskript från 1300-talet av The Vision of Piers Plowman, brev skrivna av Sir Isaac Newton och Eadwine Psaltaren. Nedanför byggnaden ligger Wren Library Cloisters, där studenterna kan njuta av en fin utsikt över Great Hall framför dem och floden och The Backs direkt bakom.
Sedan färdigställandet av Wren Library 1695 har ett antal framstående porträtt visats inom dess väggar, bland annat av Arthur Balfour, John Hacket, Isaac Barrow, William Lamb och Thomas Nevile. I november 2024 flyttades porträttet av Balfour tillfälligt till en hemlig plats i Cambridge efter att ha vandaliserats av en aktivist med anknytning till gruppen Palestine Action. Trinity College uppgav att det skulle utgöra en säkerhetsrisk att avslöja målningens nuvarande plats eller restaureringsstudio.

### New Court
New Court (eller King's Court; byggd 1825, William Wilkins) ligger söder om Nevile's Court och är byggd i Tudor-gotisk stil. Denna gård är känd för det stora trädet i mitten. En myt cirkulerar ibland om att detta var trädet från vilket äpplet föll ner på Isaac Newton; Faktum är att Newton var hemma i Woolsthorpe när han härledde sin gravitationsteori – och trädet är ett hästkastanjeträd. Under många år var det sed för studenter att placera en cykel högt upp i trädgrenarna på New Court. Sådana cyklar, som vanligtvis var osynliga utom på vintern, när löven hade fallit, tenderade att finnas kvar i flera år innan de togs bort av myndigheterna. Eleverna placerade sedan ytterligare en cykel.

### Övriga innergårdar

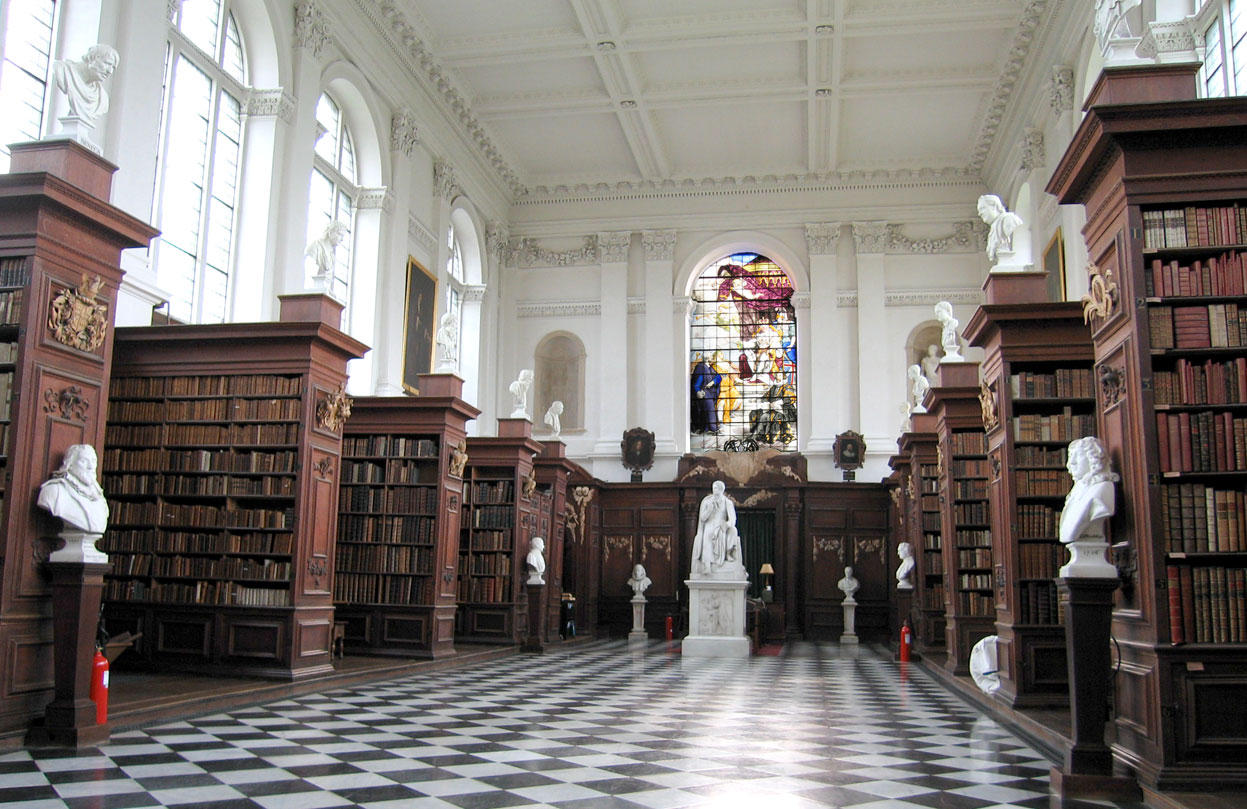
Wren's Library

Whewell's Court (1860–1868, Anthony Salvin) ligger tvärs över gatan från Great Court, och betalades helt och hållet av William Whewell, som var skolans rektor från 1841 till sin död 1866. Den norra sidan gjordes senare om av W.D. Caroe. Angel Court (byggd 1957–1959, H. C. Husband) ligger mellan Great Court och Trinity Street, och används tillsammans med Wolfson Building för att ta emot förstaårsstudenter.
Wolfson Building (byggd 1968–1972, Architects' Co-Partnership) ligger söder om Whewell's Court, på toppen av ett podium ovanför butiker, denna byggnad liknar en tegelklädd ziggurat och används uteslutande av förstaårsstudenter. Efter att ha renoverats under läsåret 2005–06 har många rum nu eget badrum. Blue Boar Court (byggd 1989, MJP Architects) ligger söder om Wolfson Building, på toppen av podiet en våning upp från marknivå, och inkluderar de övre våningarna i flera omgivande georgianska byggnader på Trinity Street, Green Street och Sidney Street. Burrell's Field (byggt 1995, MJP Architects) ligger på en plats väster om de viktigaste universitetsbyggnaderna, mittemot Cambridge University Library.

### Kapellet
Trinity College Chapel är från mitten av 1500-talet och är kulturminnesmärkt. Det finns ett antal minnesmärken över tidigare Fellows of Trinity i kapellet, inklusive statyer, mässingsplaketter och två minnesmärken över studenter och medlemmar som dog under världskrigen. Bland de mest anmärkningsvärda av dessa är en staty av Isaac Newton av Roubiliac, som beskrivs av Sir Francis Chantrey som "den ädlaste, tror jag, av alla våra engelska statyer". Kapellet är en konsertlokal för collegekören som består av ett trettiotal körstudenter och två orgelstudenter, som alla vanligtvis studerar vid universitetet.

### Övriga platser
Fellows' Garden ligger på västra sidan av Queen's Road, mittemot den väg som leder till The Backs. Fellows' Bowling Green ligger norr om Great Court, mellan King's Hostel och floden. Det är platsen för många av lärarnas trädgårdsfester under sommarmånaderna, medan rektorns trädgård ligger bakom Master's Lodge. Old Fields ligger på den västra sidan av Grange Road, bredvid Burrell's Field. Här finns för närvarande skolans gym, omklädningsrum, squashbanor, badmintonbanor, rugby-, hockey- och fotbollsplaner samt tennis- och netballbanor.

### Trinity Bridge
Trinity College Bridge är en vägbro av sten med tre valv över floden Cam. Den byggdes av Portland-sten 1765 efter ritningar av James Essex för att ersätta en tidigare bro byggd 1651 och är en kulturminnesmärkt byggnad.

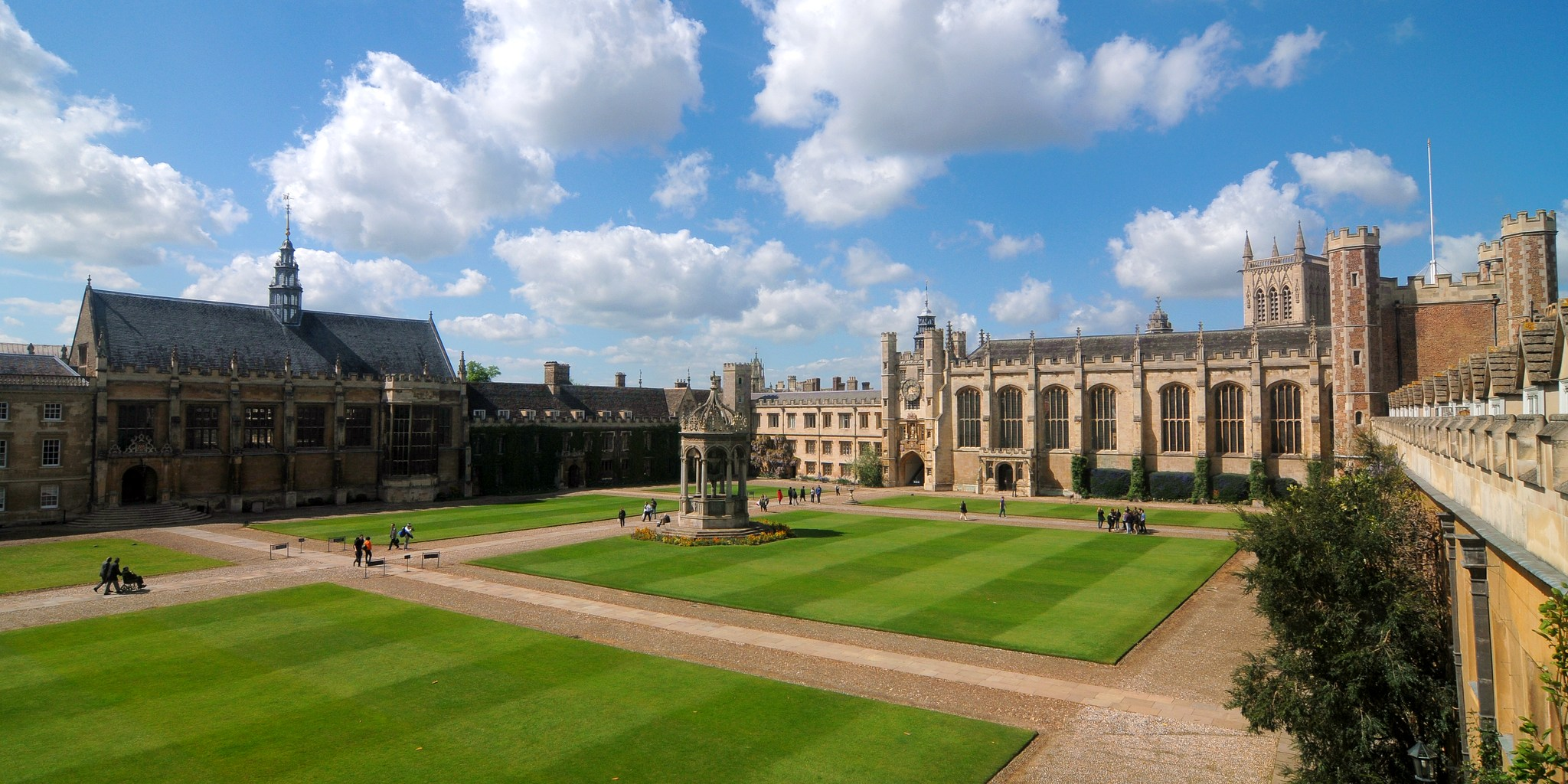
Great Court
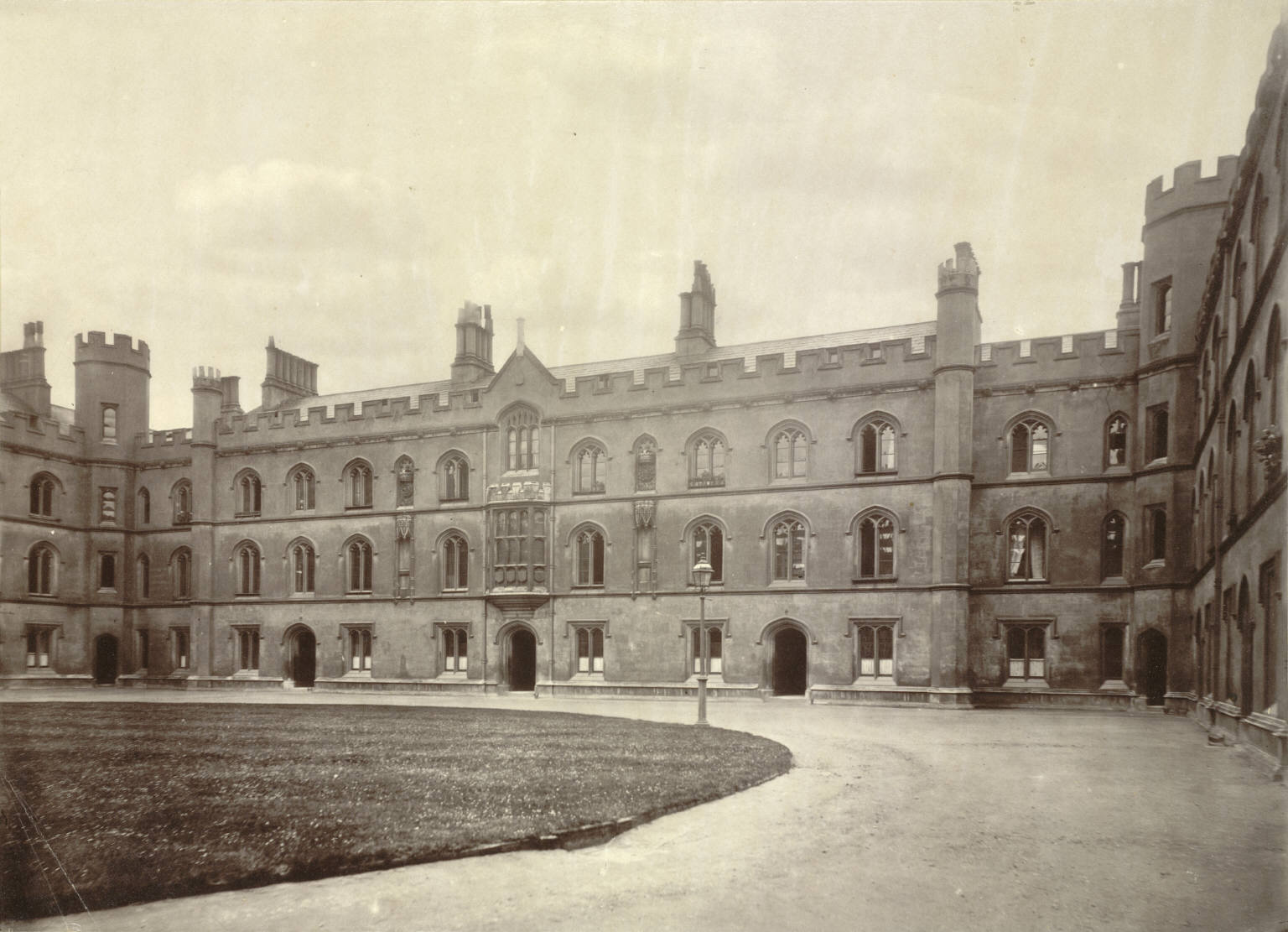
New Court
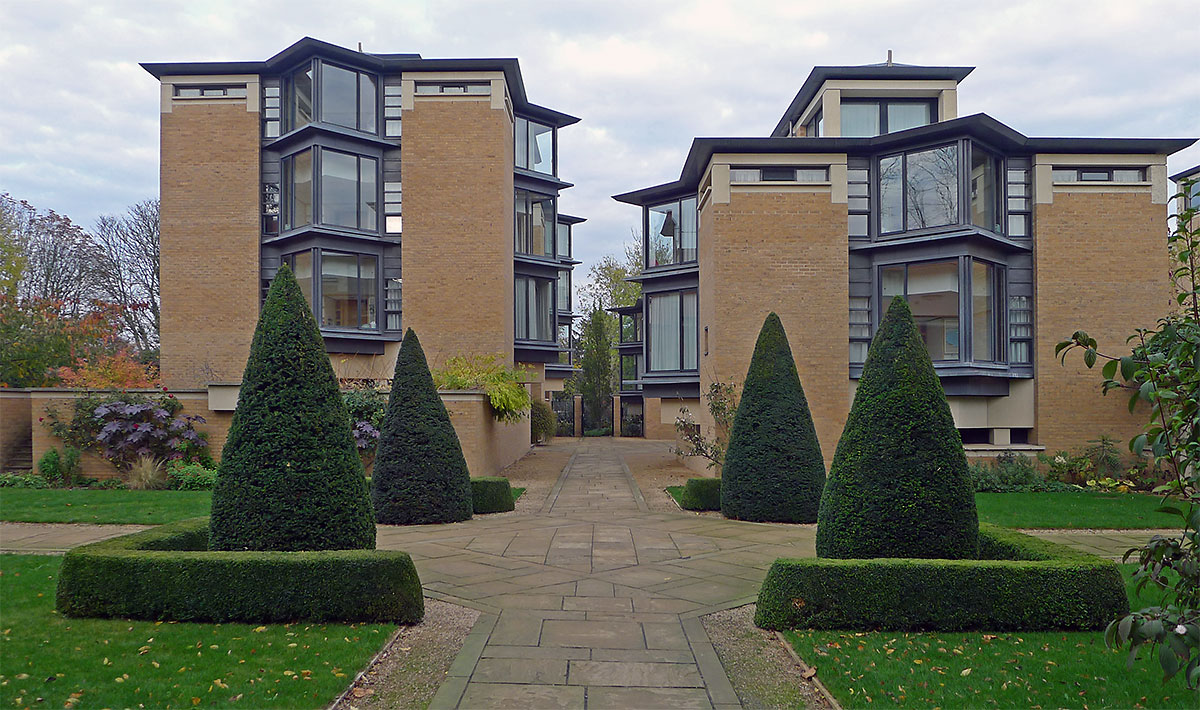
Burrell's Field
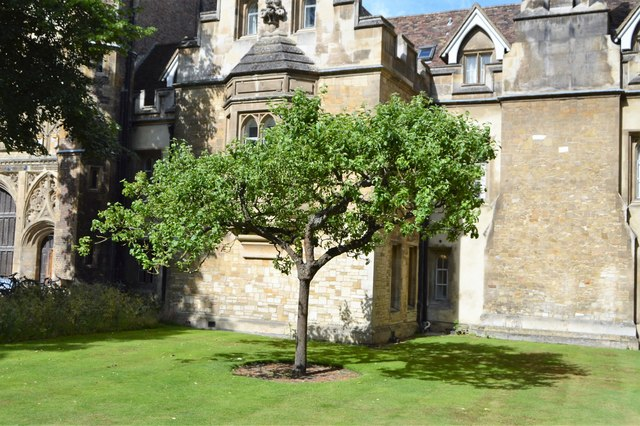
"Newtons" äppelträd
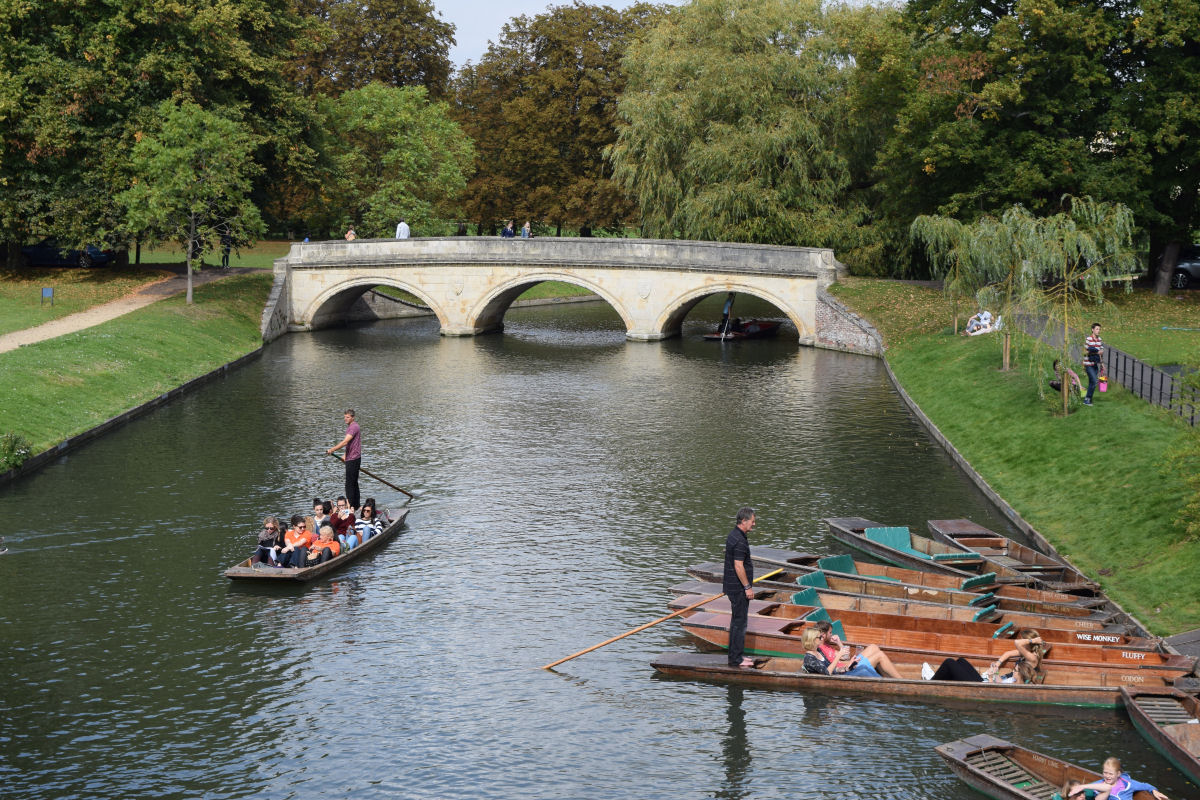
Floden Cam och Trinity College Bridge
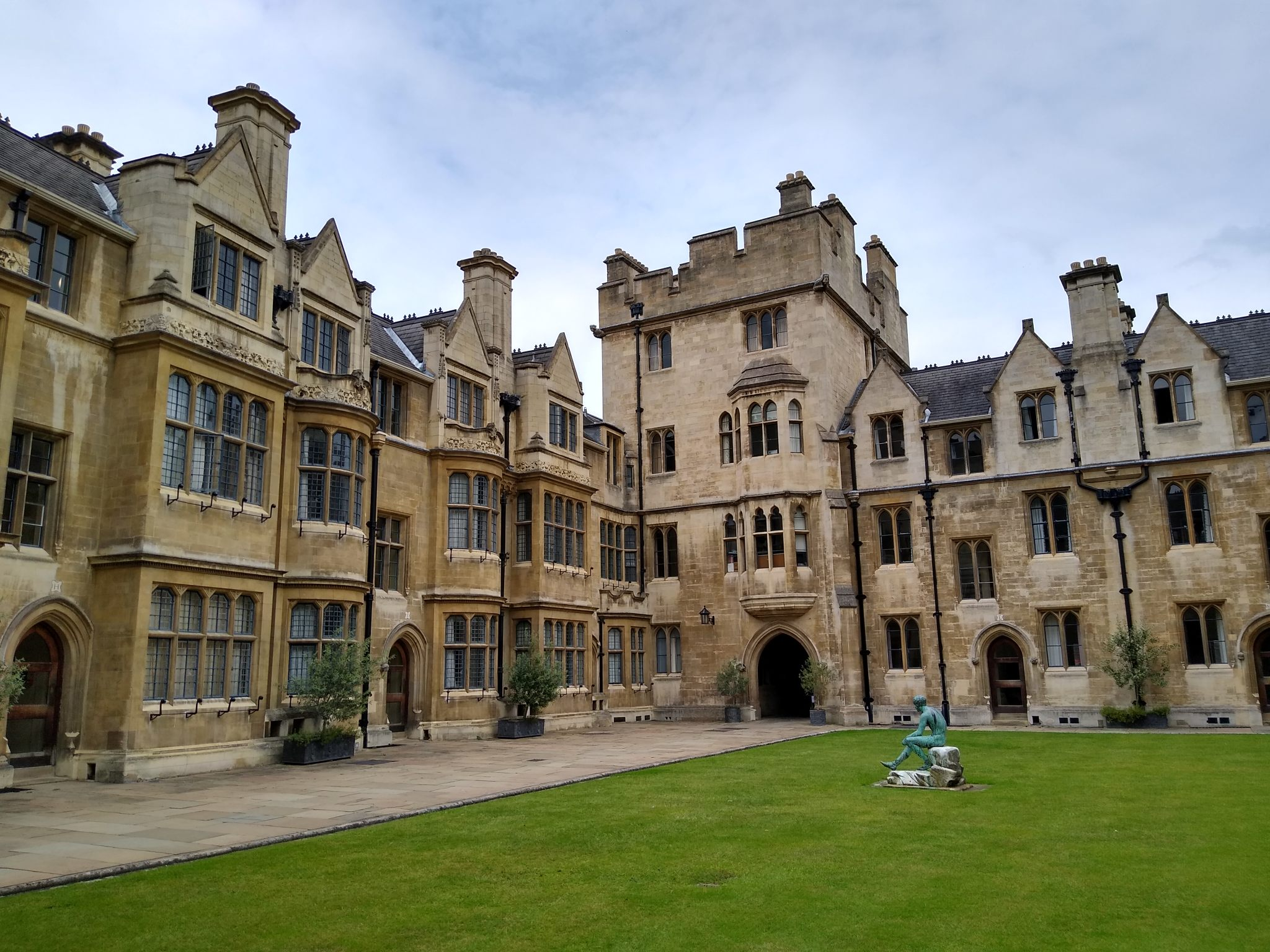
Whewell's Court

## Akademisk profil
Sedan 1997 har skolan alltid kommit minst på åttonde plats i Tompkins Table, som rankar de tjugonio grundutbildningarna i Cambridge enligt deras studenters akademiska prestationer, och vid elva tillfällen har det varit på första plats. Dess genomsnittliga position i Tompkinstabellen under den perioden har legat mellan två och tre, högre än någon annan. År 2016 uppnådde 45% av Trinity-studenterna First Class Honours, tolv procentenheter före tvåan Pembroke – ett rekord bland Cambridge-colleges.

### Antagning
Trinitys historia, akademiska prestationer och alumner har gjort det till en av de mest prestigefyllda skolorna vid universitetet, vilket gör antagningen extremt konkurrenskraftig. Cirka 50% av Trinitys studenter gick i fristående skolor. År 2006 accepterade den en mindre andel studenter från statliga skolor (39%) än något annat college i Cambridge, och i ett rullande treårsgenomsnitt har den antagit en mindre andel elever i statliga skolor (42%) än något annat college i Cambridge eller Oxford. Enligt Good Schools Guide gick omkring 7% av eleverna i privata skolor, även om denna siffra avser elever i alla skolår – en högre andel går i privata skolor under de två sista åren före universitetet. Trinity uppger att det bortser från vilken typ av skola dess sökande går på och accepterar studenter enbart på grundval av deras akademiska framtidsutsikter. Trinity antog sin första kvinnliga doktorand 1976, sin första kvinnliga student 1978 och valde sin första kvinnliga stipendiat (Marian Hobson) 1977.

### Stipendier och priser

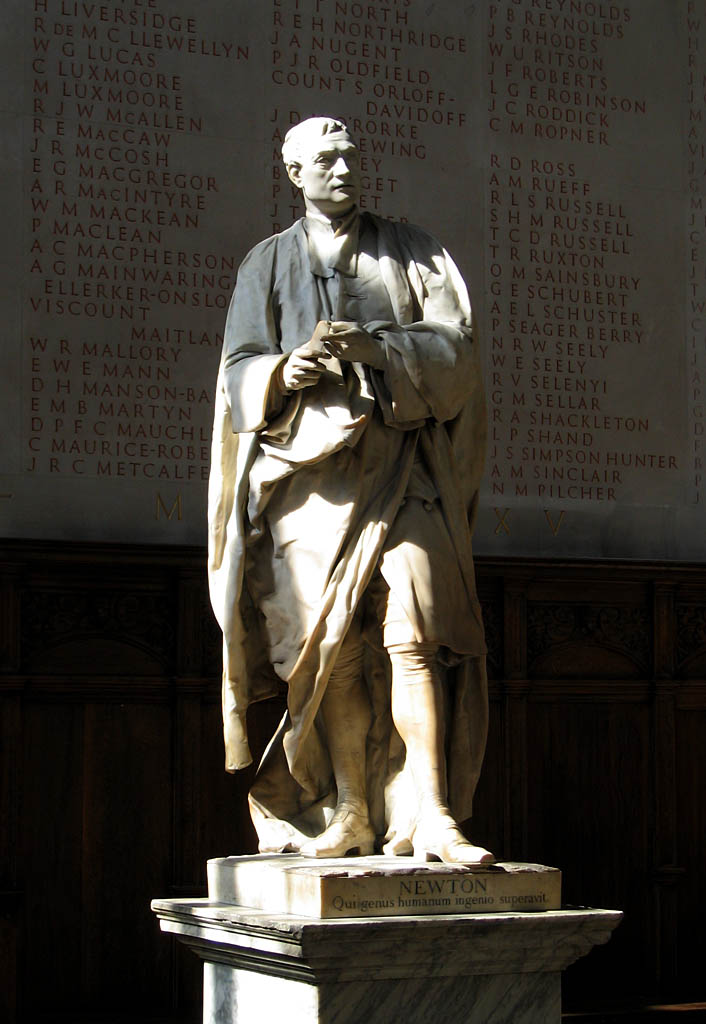
Statyn av Isaac Newton i kapellet, where scholars are typically installed.

Stipendiater (Scholars), tillsammans med Master och lärarna, utgör grunden för college. I rangordning efter tjänstgöringstid:
- Research Scholars får medel för forskarstudier. Vanligtvis måste man ta examen bland de tio bästa procenten i sin klass och fortsätta för forskarutbildning på Trinity. De ges företräde vid tilldelning av universitetsrum och är cirka 25 till antalet.

- Senior Scholars består vanligtvis av de som uppnår en examen med First Class-utmärkelser eller högre under något år efter den första av en grundutbildningsexamen. Skolan betalar dem ett stipendium på £ 250 per år och låter dem välja rum direkt efter forskarna. Det finns cirka 40 seniora forskare samtidigt.

- Junior Scholars består vanligtvis av de som uppnådde en First under sitt första år. Deras stipendium är £ 175 per år. De ges företräde i rumsomröstningen över 2:aårsstudenter som inte är scholars.

Dessa stipendier gäller för det läsår som följer på det år då resultatet uppnåddes. Om ett stipendium delas ut men studenten inte fortsätter vid Trinity ges endast en fjärdedel av stipendiet. Alla studenter som uppnår en First tilldelas dock ett extra pris på 240 £ när resultaten tillkännages.
Många sistaårsstudenter som uppnår förstklassiga utmärkelser i sina slutprov erbjuds fullt ekonomiskt stöd, genom ett system som kallas Internal Graduate Studentships, för att läsa för en magisterexamen vid Cambridge. Det finns även annat stöd för doktorsexamen. Skolan erbjuder också ett antal andra stipendier och doktorandtjänster som är öppna för externa sökande. Rätten att gå på gräset i skolans innergårdar är exklusiv för medlemmar av skolan och deras gäster. Forskare har dock rätt att gå på Scholars gräsmatta, men endast i full akademisk klädsel.

## Traditoner

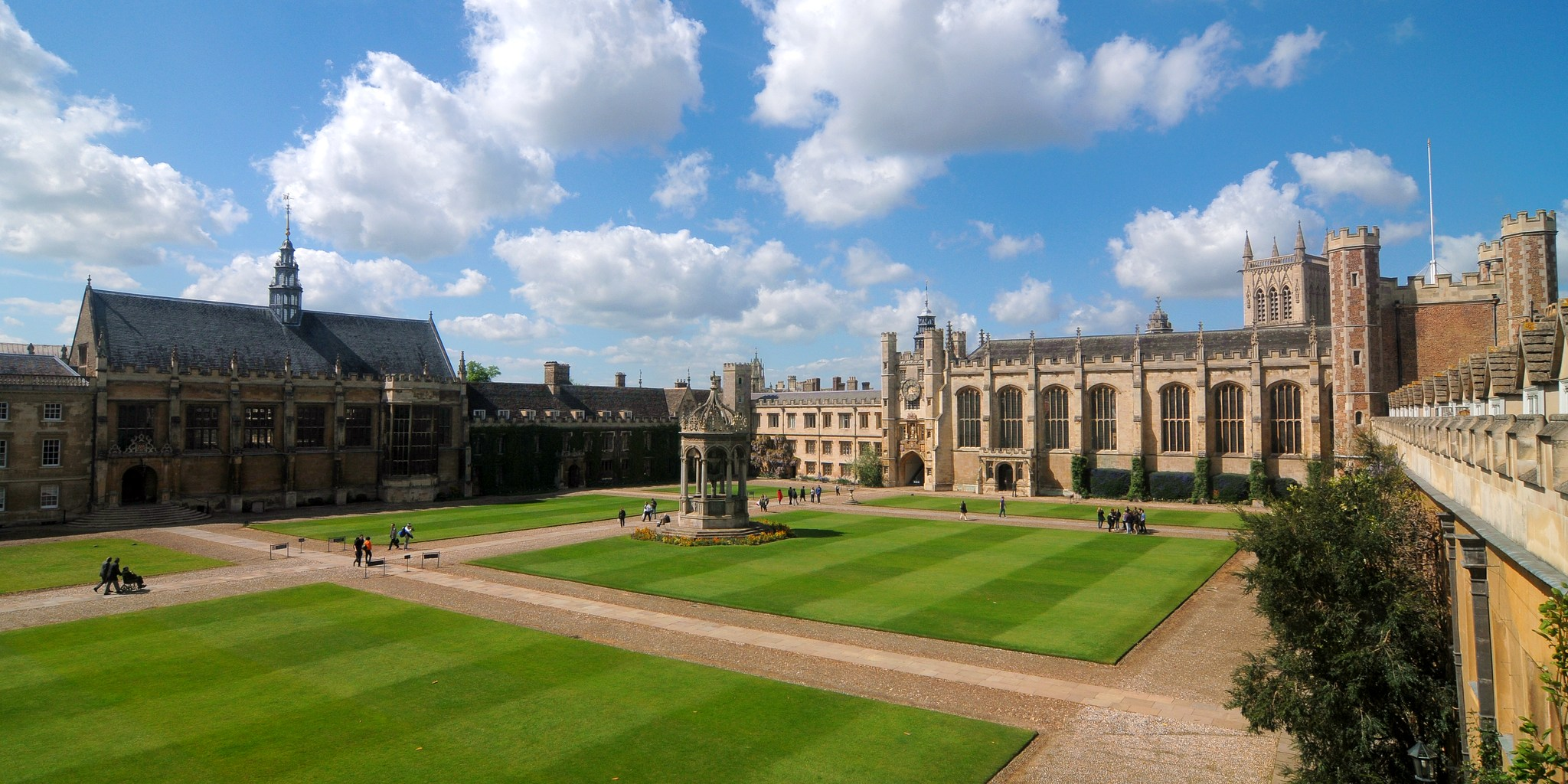
Trinity Great Court, med (från vänster till höger) matsalen, Master's Lodge, fontänen, klocktornet, kapellet och Stora porten.

### Great Court Run
The Great Court Run är en sträcka på 400 yards (ca 365m) runt Trinity Great Court och ska avverkas inom de 43 sekunder som det tar för klockan att slå 12. Tiden varierar beroende på luftfuktigheten. Eleverna försöker traditionellt att slutföra kretsen på dagen för studentmiddagen. Det är en svår utmaning: man måste vara en duktig sprinter för att klara det, men det är inte nödvändigt att vara av olympisk standard, trots påståenden i pressen.
Det anses allmänt att Sebastian Coe framgångsrikt fullföljde loppet när han slog Steve Cram i ett välgörenhetslopp i oktober 1988. Coes tid den 29 oktober 1988 rapporterades ha varit 45,52 sekunder, men den var i själva verket 46,0 sekunder, medan Crams var 46,3 sekunder. Klockan den dagen tog 44,4 sekunder och videofilmen bekräftar att Coe var cirka 12 meter från mållinjen när det sista slaget slog. TV-kommentatorerna hade fel när de spekulerade i att de döende ljuden från klockan kunde inkluderas i den slående tiden, vilket gjorde det möjligt att hävda att Coes lopp var framgångsrikt. En anledning till att de olympiska löparna Cram och Coe tyckte att utmaningen var svår är att de startade i mitten av ena sidan av banan och var tvungna att ta sig igenom fyra rätvinkliga svängar. På den tiden då eleverna startade i ett hörn behövdes bara tre varv. Dessutom sprang Cram och Coe helt på stenplattorna, medan eleverna fram till 2017 vanligtvis har tagit genvägar för att springa på kullerstenarna.
The Great Court Run skildrades i filmen Triumfens ögonblick om de brittiska olympiska löparna från 1924. Loppet spelades in på Eton College i Berkshire, inte i Great Court. Fram till mitten av 1990-talet försökte förstaårsstuderande traditionellt springa vid midnatt efter sin studentexamen. Efter ett antal olyckor med studenter som sprang på hala kullerstenar, organiserar skolan nu ett mer formellt Great Court Run, klockan 12 på dagen för studentmiddagen: medan vissa tävlande tävlar seriöst, springer många andra i maskeradkläder och det finns priser för den snabbaste mannen och kvinnan i varje kategori.

### Open-air concerts
En söndag i juni varje år ger Collegekören en kort konsert direkt efter att klockan slagit tolv. Känd som Singing from the Towers, sjunger hälften av kören från toppen av den stora porten, medan den andra halvan sjunger från toppen av klocktornet cirka 60 meter bort, vilket ger en stark antifonal effekt. Halvvägs genom konserten uppträder Cambridge University Brass Ensemble från toppen av Queen's Tower.

Senare samma dag ger Collegekören en andra utomhuskonsert, känd som Singing on the River, där de framför madrigaler och arrangemang av populära sånger från en flotta av punts upplysta med lyktor eller ljusslingor på floden Cam. För finalen, John Wilbyes madrigal Draw on, sweet night, lossas flottan och puntas nedströms för att ge en avklingande-effekt. Som tradition går dock den senare konserten tillbaka till mitten av 1980-talet, då Collegekören först fick kvinnliga medlemmar. Under de närmast föregående åren gavs en årlig konsert på floden av Madrigaluniversitetets sällskap.

### Mallard

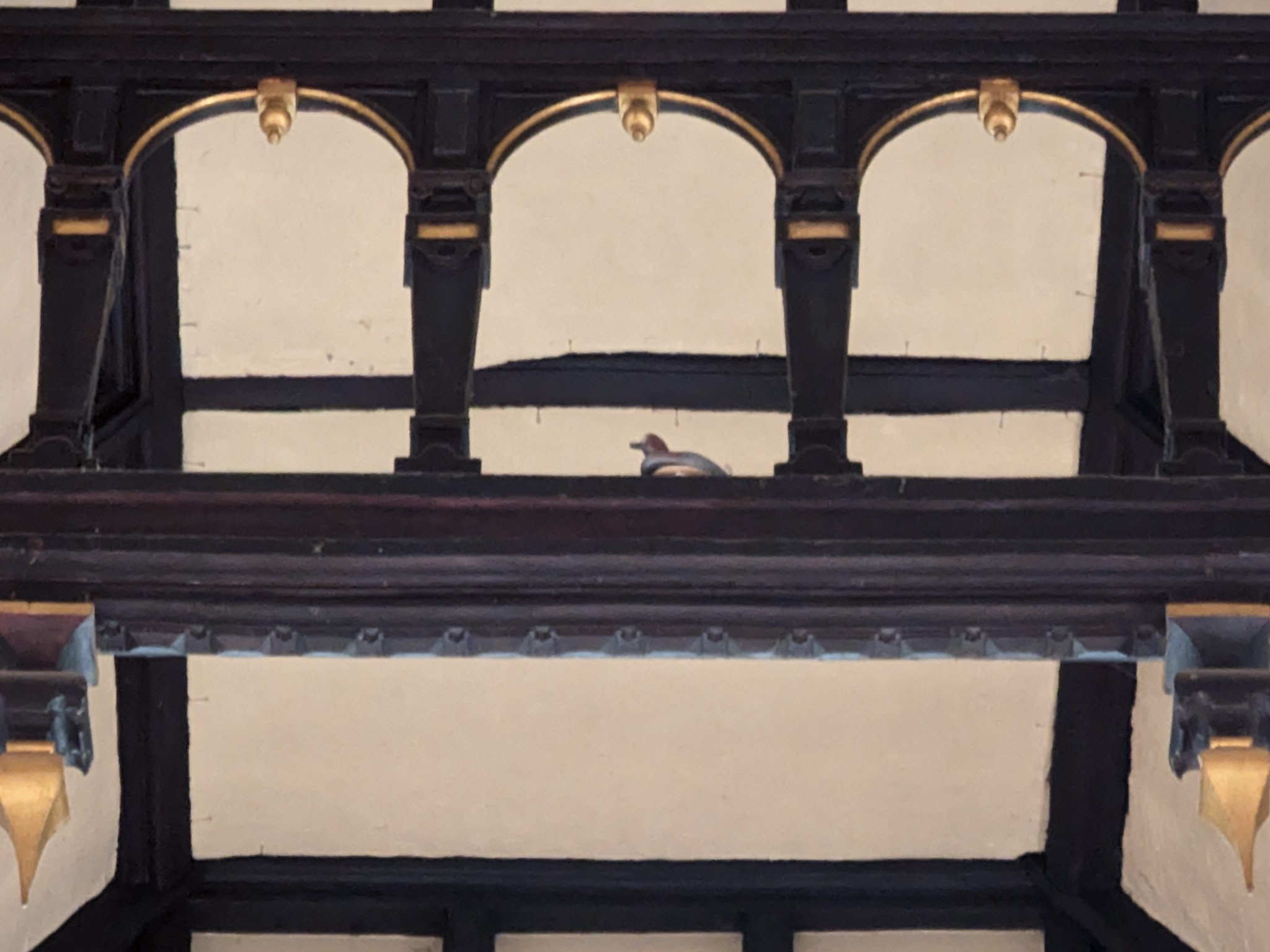
Gräsanden uppe bland takbjälkarna

En annan tradition handlar om en konstgjord and som kallas Mallard (gräsand), som har sitt bo uppe på takbjälkarna i den stora salen. Studenter flyttade ibland anden från en takbjälke till en annan utan tillstånd från skolan. Detta anses vara svårt; Det är förbjudet att komma in i salen utom vid måltiderna och takbjälkarna är farligt höga, så det dröjde inte länge förrän man försökte sig på det. Under påskterminen 2006 slogs gräsanden av sin takbjälke av en av duvorna som kom in i salen genom de främsta fönstren. Den återbördades av studenter 2016 och är bara synlig från den bortre änden av salen.

### Rivalitet mellan college
Skolan är fortfarande en stor rival till St John som är dess främsta konkurrent inom sport och akademi. Detta har gett upphov till en rad anekdoter och myter. Det anges ofta som orsak till att de äldre gårdarna i Trinity i allmänhet inte har några J-trappor, trots att de har andra bokstäver i alfabetisk ordning. En mycket mer trolig orsak är att det latinska alfabetet inte hade bokstaven J – de äldre gårdarna i St John's College saknar också J-trappor. Det finns också två små mynningsladdade kanoner på bowlingbanan som pekar i riktning mot John, även om denna orientering kan vara en tillfällighet. En annan historia som ibland berättas är att anledningen till att klockan i Trinity Great Court slår två gånger varje timme är att medlemmarna i St John en gång klagade över det oväsen den åstadkom.

### Puntnamn

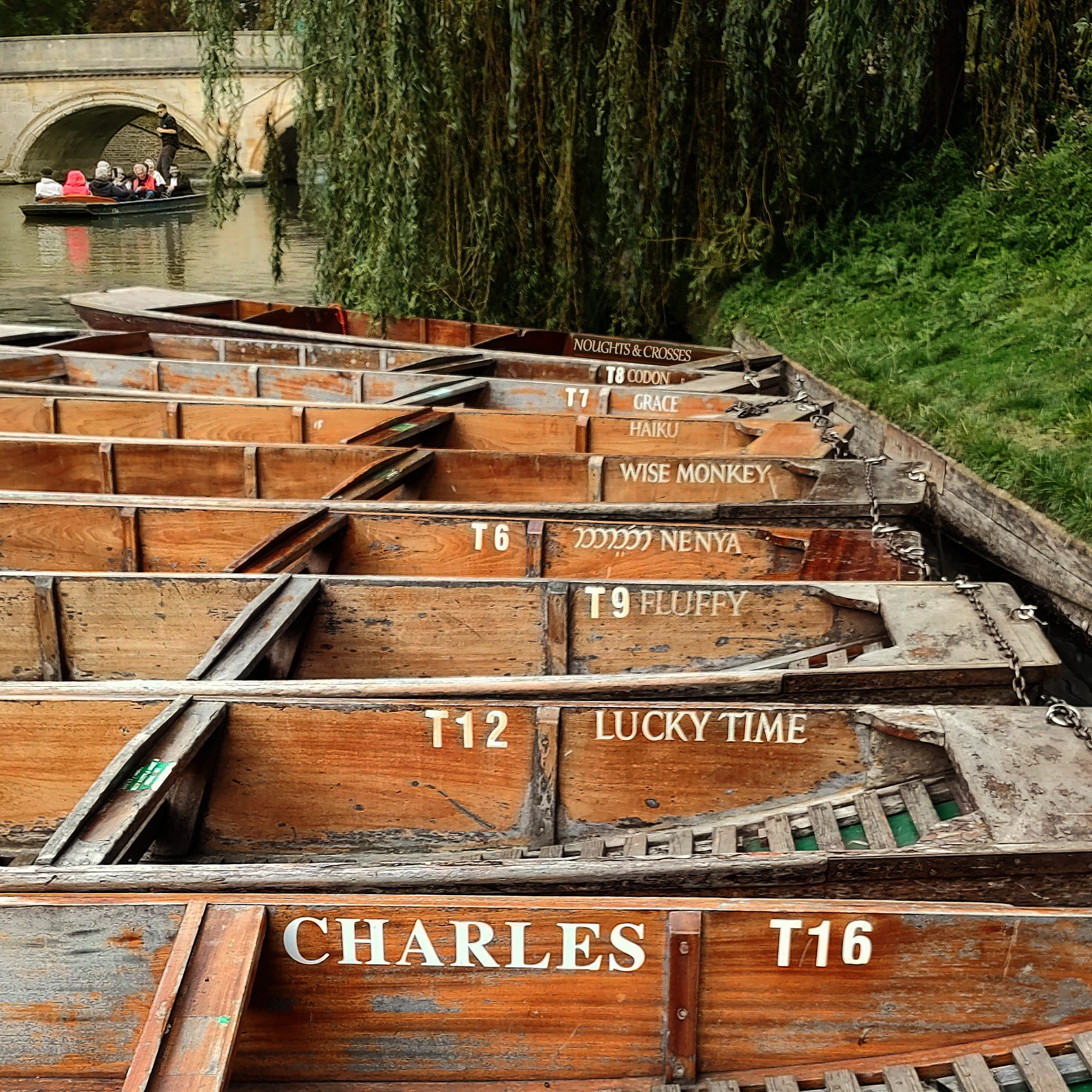
Trinity punts moored near the Trinity Bridge

Enligt termen trinity (treenighet) är Trinity College-punts uppkallade efter personer eller saker som är relaterade till siffran tre, till exempel Bronze (pris för tredje plats), Codon (som har tre nukleotider) och Wise Monkey (de tre aporna). År 2023 markerade lanseringen av puntbåten Charles med anledning av kröningen av alumnen kung Charles III..

### Andra traditioner
Examensdräkter för Trinity Colleges grundutbildning skiljer sig något från de svarta dräkter som nyttjas av de flesta andra Cambridgeskolor. De är istället mörkblå med svarta inslag. De förväntas bäras vid formella evenemang som i formella salar och även när en student träffar skolans dekanus i en formell kapacitet. Trinity-studenter, tillsammans med de från King's och St John's, är de första som presenteras för Congregation of the Regent House, den högtidliga samlingen vid slutexamen.

## Kapell och musikliv

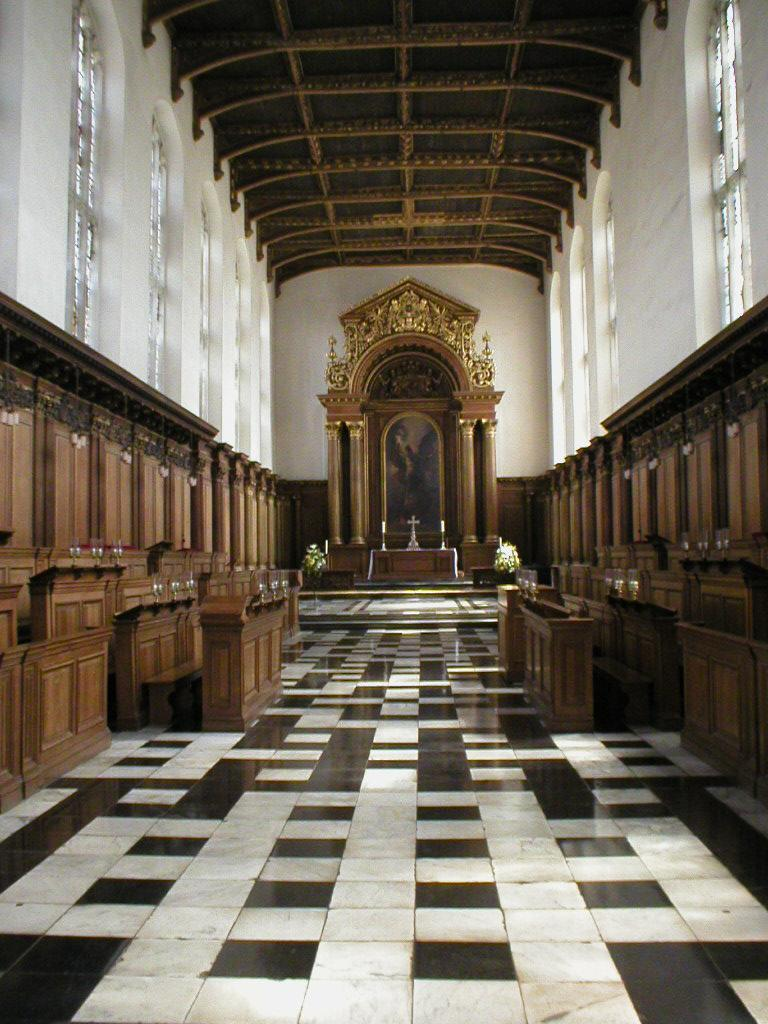
Interiör i Trinity Colleges kyrka.

Kapellet vid Trinity College byggdes under mitten av 1500-talet, som en plats för lärarnas och studenternas dagliga andakt, och var en integrerad del av universitetsstudierna. Idag är syftet det samma, men formerna ser annorlunda ut då teologi inte längre utgör ett huvudämne för de flesta studenter, och då studenter och forskare kommer från en mångfald av trosbakgrund inklusive icke-kristna eller ateistiska inriktningar. Byggnaden används också för collegets ceremonier och andra typer av evenemang, inte minst musikaliska framträdanden.
Kapellet tillhör Engelska kyrkan. Kapellet leds av en dekan som tillsammans med två kaplaner ansvarar för gudstjänstlivet och den andliga vården om studenter och lärare vid kollegiet.
Den del av kapellets verksamhet som flest studenter, lärare och allmänhet kommer i kontakt med är dess musikliv, där körsång och orgelmusik spelar en framträdande roll. Verksamheten leds av en Director Musices.
Kapellet är en peculiarförsamling, och tillhör därför inte Ely stift. Trots det finns ändå en stark samhörighet i praktiken, då universitetsprästerna behöver biskopens tillstånd för att kunna verka utanför det egna kollegiet, samt för att erhålla vigselrätt. Därutöver deltar också flertalet av universitetsprästerna i präst- och teologutbildningarna, eller bedriver forskning i nära anslutning till Engelska kyrkans verksamhet och intresseområde.

## Kända alumner
- Francis Bacon, 1561–1626
- George Herbert, 1593–1633
- Andrew Marvell, 1621–1678
- John Dryden, 1631–1700
- Isaac Newton, 1642–1727
- Charles Grey, 2:e earl Grey, 1764–1845
- Lord Byron, 1788–1824
- Alfred Tennyson, 1809–1892
- William Thackeray, 1811–1863
- James Clerk Maxwell, 1831–1879
- J.J. Thomson, 1856–1940
- Bertrand Russell, 1872–1970
- G. M. Trevelyan, 1876–1962
- Ludwig Wittgenstein, 1889–1951
- Jawaharlal Nehru, 1889–1964

## Källförteckning